# Icterus northropi
El turpial de las Bahamas (Icterus northropi) es una especie de ave paseriforme de la familia Icteridae endémica de las Bahamas.  
El taxón fue agrupado anteriormente junto con el turpial cubano (Icterus melanopsis), turpial de la Española (Icterus dominicensis) y el turpial puertorriqueño (Icterus portoricensis) en una sola especie, hasta que los cuatro fueron elevados a especies independientes en 2010.

## Distribución y hábitat
Históricamente su distribución comprendía sólo dos grandes islas en las Bahamas: Ábaco y Andros. Llegó a ser extirpada de Ábaco en la década de 1990, y hoy sólo queda en Andros. Se puede encontrar en las tres islas principales: Andros Norte, Cayo Mangrove y Andros Sur. También se puede encontrar en algunos de los cayos más pequeños. La especie ha sido recientemente reconocida como en peligro crítico por Birdlife International, con estimaciones recientes de una población de 300 aves o menos.
Su hábitats incluye rebrotes y áreas residenciales, siendo esta última especialmente importantes para la anidación ya que la especie prefiere anidar entre los árboles y palmeras más altas, con mayor frecuencia cocoteros (Cocos nucifera). También pueden utilizar los bosques de pino (Pinus caribaea), pero la importancia de este hábitat es incierta.

## Conservación
La conservación de la especie sigue siendo escasa. El tordo común (Molothrus bonariensis), una especie parasitaria que pone sus huevos en los nidos de otras especies de aves, es actualmente de amplia distribución en el Caribe, llegando a Andros a mediados de la década de 1990. Aunque todavía es relativamente poco frecuente, los tordos regularmente parasitan los nidos de los turpiales. Además, muchas de las palmas introducidas en Andros Norte, que los turpiales seleccionan preferentemente para anidar, están muriendo a causa de amarillamiento letal enfermedad provocada con las palmas no nativas. Sin embargo las amenazas más grandes son la continua pérdida de hábitat por el desarrollo humano y los procesos estocásticos, que por pequeño que sea el tamaño de la población de la especie, aumentan el riesgo de extinción.